# 拉達爾謝特塔薩斯國家公園

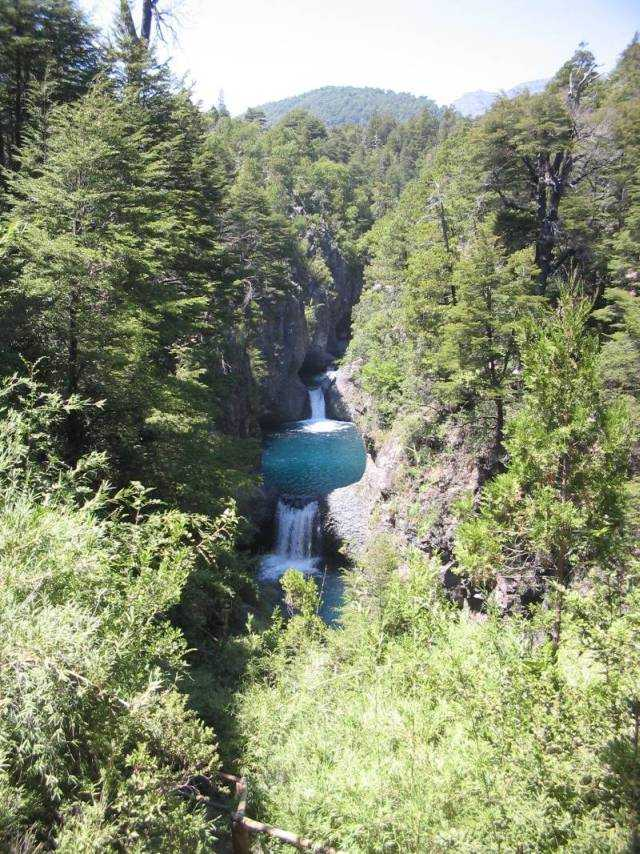

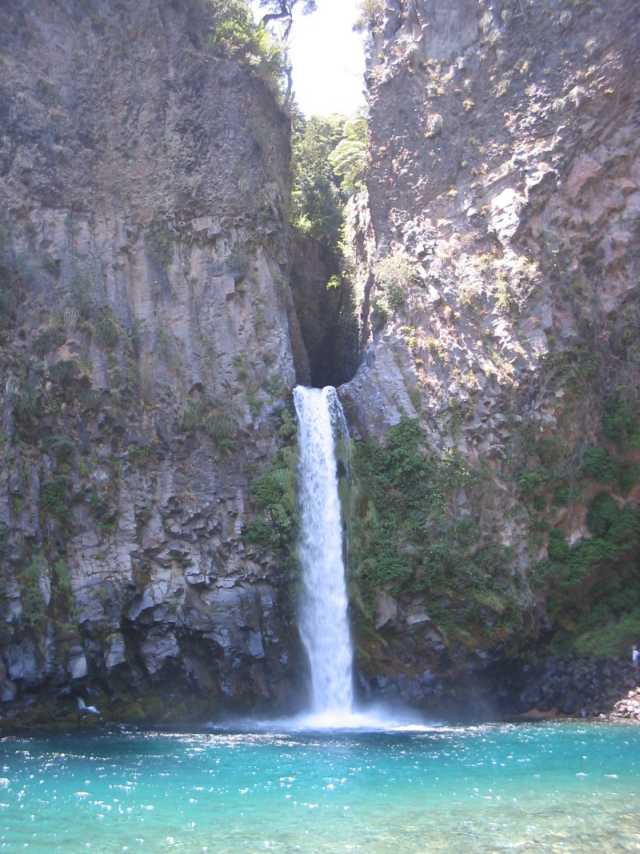

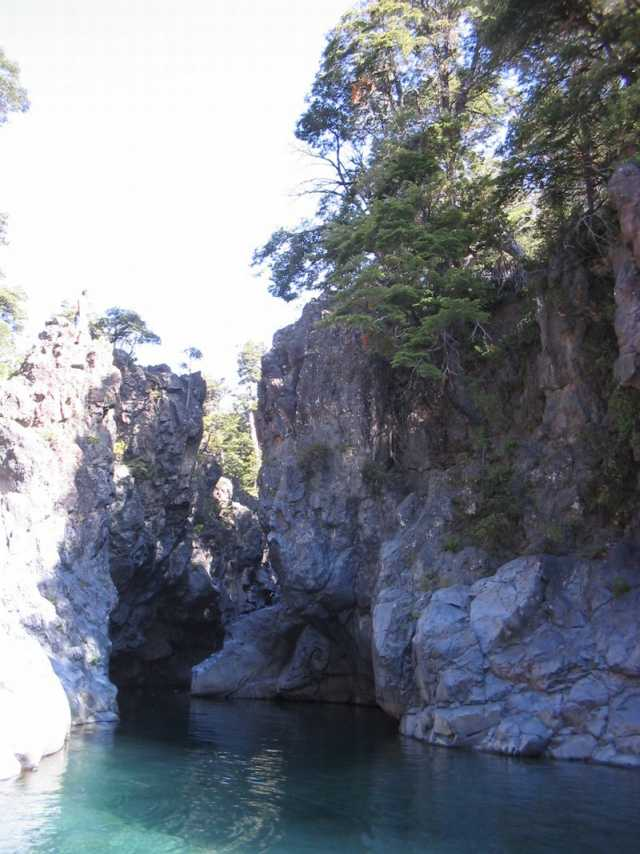

拉達爾謝特塔薩斯國家公園是智利的國家公園，位於該國中部，由馬烏萊大區負責管轄，距離首府塔爾卡約100公里，成立於2008年10月14日，面積5,148平方公里。

## 外部連結
- （西班牙文） Reserva Nacional Radal Siete Tazas

35°27′32″S 71°01′50″W / 35.4588°S 71.0306°W